# 九鬼嘉隆

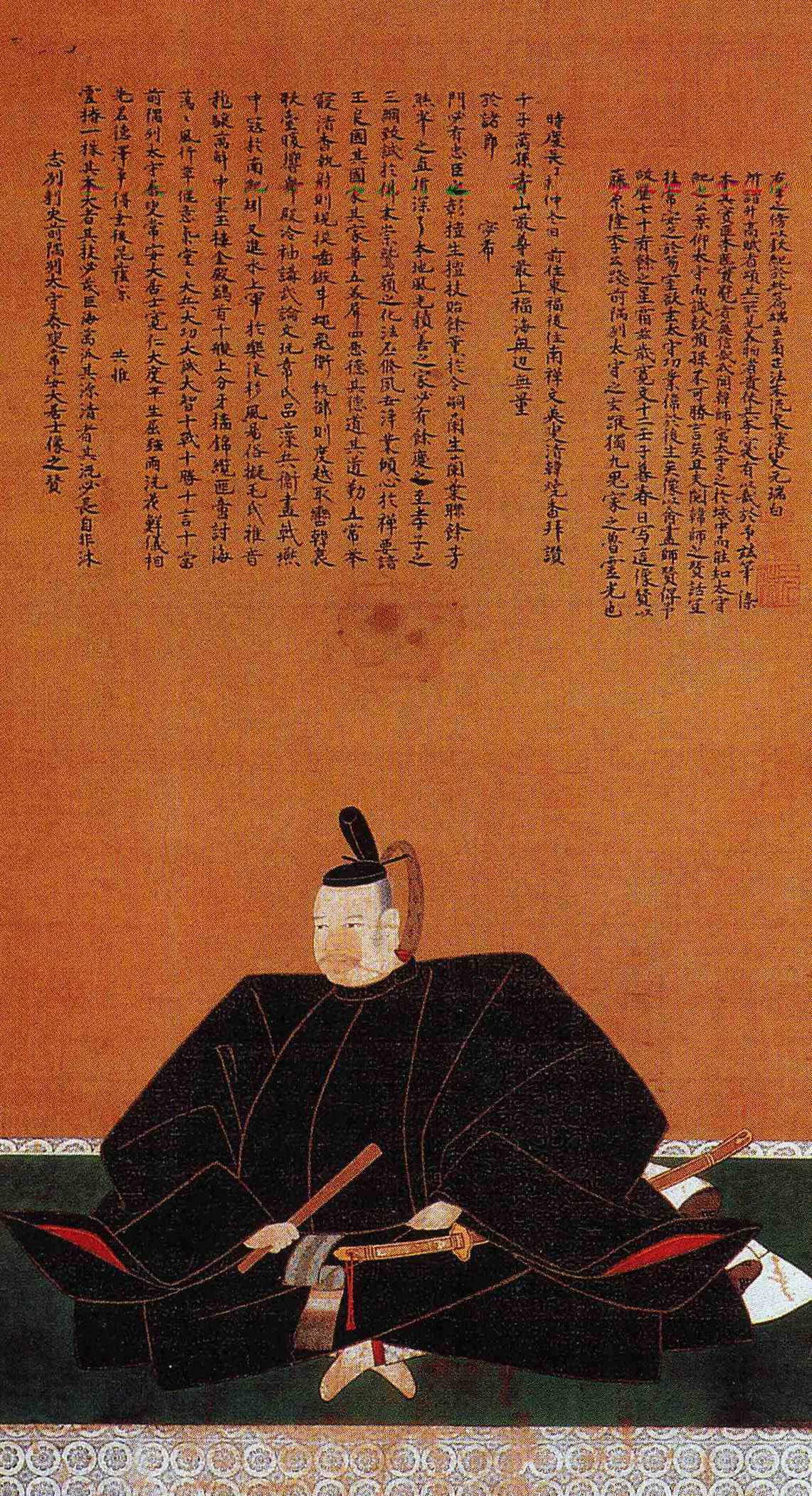
九鬼嘉隆

九鬼嘉隆（1542年—1600年11月17日）是日本戰國時代至安土桃山時代的武將和大名。率領九鬼水軍。九鬼氏第8代當主。
出身是志摩國人眾的一員，活躍於織田信長和豐臣秀吉下的水軍，獲得3萬5千石。因此經歴和威勢而被江戶時代的軍記物稱為海賊大名。後來在關原之戰中屬於西軍，戰敗後在答志島自殺。

## 生平

### 前期
天文11年（1542年）在志摩國英虞郡九鬼泰隆的波切城（三重縣志摩市大王町波切）出生，家中三男。父親是九鬼定隆（泰隆嫡男）。母親是英虞郡甲賀（志摩市阿兒町甲賀）出身。九鬼泰隆領有兩座城，嘉隆的長兄九鬼淨隆在答志郡的田城（鳥羽市）出生。
九鬼氏的出身不詳，但是在家傳書中是藤原北家的子孫，由紀州九鬼浦（現今尾鷲市九鬼町）送到志摩波切的川面氏的養子隆良因為立下武勲，被當地的五奉行推舉而成為地頭。但是隆良沒有兒子，於是收英虞郡和具（志摩町和具）青山豐前的次男為養子。嘉隆與隆良沒有血緣關係，而是在6代後成為當主。
天文20年（1551年）父親死去，家督由長兄淨隆繼承。永祿3年（1560年），志摩的地頭中，有12人受伊勢國司北畠具教的援助而進攻田城。嘉隆幫助田城城主‧長兄九鬼淨隆，但是淨隆在戰鬥中死亡，嘉隆於是協助淨隆之子九鬼澄隆，但是失去城主的九鬼一方沒有戰意而惨敗。於是嘉隆等殘黨向朝熊山逃亡。後來在瀧川一益的介紹下，仕於桶狹間之戰後的織田信長。

### 織田家臣時期
永祿12年（1569年），信長進攻北畠具教的時候，嘉隆率領水軍攻陷北畠的支城大淀城等戰鬥中活躍，因此被迎為正式的織田家家臣團的一員。雖然此戰中織田勢為優勢的一方，但是信長派次男織田信雄成為北畠家的養子，雙方和解。
後來志摩的地頭為九鬼嘉隆平定，獲織田信長承認領有志摩國（志摩平定），於是嘉隆打算取得九鬼氏家督之位（但是有一説法是，嘉隆在信長死後的天正11年（1583年）中殺死外甥澄隆並奪取家督之位）。
天正2年（1574年），在信長鎮壓伊勢長島的一向一揆之際，從海上射擊來援護織田軍，於攻略敵陣時相當活躍。
天正4年（1576年），面對石山本願寺方的毛利水軍600隻，以和泉眾為主的織田水軍出動300隻船在攝津木津川的戰鬥中，多數船隻被燒毀而大敗（第一次木津川口之戰）。被這次敗戰激怒的信長命令九鬼嘉隆製造不會被燃燒的船。此時嘉隆回答要建造船身被鐵包著的鐵甲船。鐵甲船的建造需要莫大的資金，但是在信長支持下，以有限的資源在伊勢浦建造了被稱為鐵甲船的大船。
天正6年（1578年），嘉隆率領着6隻鐵甲船與瀧川一益的大船，輕易克服石山本願寺的抵抗而進入堺港，顯示了鐵甲船的威力。對此石山本願寺再度向毛利氏請求援軍，在木津川展開海戰（第二次木津川口之戰）。應信長要求所建造，不會被燃燒的鐵甲船，展露出極強大的威力，嘉隆成功擊破毛利水軍600隻船。因為這次戰功，嘉隆被信長加增志摩、攝津野田・福島等7千石領地，成為領有合計3萬5千石的大名。還有，這次海戰對本願寺被孤立以及織田軍的優勢有決定性的影響力。以後嘉隆都駐留在堺，本能寺之變之際亦身處在堺（『宮部文書』）。

### 豐臣家臣時期
天正10年（1582年）6月，信長在本能寺之變中死去，於是嘉隆轉仕於羽柴秀吉，與信長時期的水軍頭領一起被重用。於天正15年（1587年）的九州征伐、天正18年（1590年）的小田原征伐等戰鬥中亦有参陣。
在天正13年（1585年）任從五位下大隅守。同時決定以答志郡鳥羽（鳥羽市鳥羽）之地為本據地，開始着手建築鳥羽城。
由天正20年（1592年）開始的文祿慶長之役中，因為在5月至6月被李舜臣率領的朝鮮水軍攻擊，在釜山西方展開的水陸諸部隊受到的損害增加，在7月，嘉隆、脇坂安治、加藤嘉明3個大名被編成水軍並與其對抗。但是脇坂安治突然進攻，在閑山島海戰中敗北，而且為了追擊而出動的嘉隆和加藤嘉明亦在安骨浦受到李舜臣攻擊而撤退。此時嘉隆乘坐「日本丸」，在帆柱被折斷等損害並受到猛烈攻擊下，在夜間成功突圍。因為這些敗戰，秀吉下令轉換戰術：出擊時避免海戰，陸海軍共同在沿岸防備。結果包含九鬼的日本水軍數度擊退朝鮮水軍的攻擊（釜山浦海戰、熊川海戰、第二次唐項浦海戰、場門浦·永登浦海戰），令朝鮮水軍的積極活動激減。
嘉隆在慶長之役中沒有出陣，在慶長2年（1597年）把家督之位讓予兒子九鬼守隆後隱居。

### 後期
慶長5年（1600年），在關原之戰中加入西軍，守隆則加入東軍。這是嘉隆為了存續九鬼家的戰略，不論哪邊戰敗都能保著家名。嘉隆在守隆跟隨德川家康前往會津征伐其間，與堀内氏善等人奪取守備薄弱的鳥羽城，但是西軍在9月15日的決戰中壞滅，於是放棄鳥羽城而逃亡到答志島。
守隆與德川家康會面並請求家康饒過父親一命，家康考慮守隆的功績後答應，但是在守隆的急使把這個消息傳到嘉隆前，擔心九鬼家會被清除的家臣豐田五郎右衛門獨斷地催促嘉隆切腹，接受提議的嘉隆在10月12日於和具的洞仙庵中自殺。享年59歲。
在嘉隆的首級被送到家康所在的伏見城，途中伊勢明星在守隆的急使口中被確認。守隆被激怒並把豐田斬首。因為首級已被運往伏見城，守隆把嘉隆的屍體葬在洞仙庵附近並建立胴塚。首級被檢驗後被送返答志島，被葬在築上山頂並建立首塚。現存的胴塚不是由守隆所建，而是在寛文9年（1669年）由孫兒九鬼隆季再建的。子孫有九鬼隆一、九鬼隆義、九鬼周造等。

## 逸事
- 茶道造詣很深，曾數次參加津田宗及的茶會，亦曾經幾次邀請宗及參加茶會，有數寄者的一面（宗及記）。
- 日本職棒福岡軟銀鷹的捕手九鬼隆平據傳為其後裔。

## 登場作品
小說
- 九鬼水軍物語 晚霞之海（六法出版社、岸宏子（日语：岸宏子）著）
- 戰鬼們的海 織田水軍之將・九鬼嘉隆（文藝春秋、白石一郎（日语：白石一郎）著）
- 海之武士（文藝春秋、白石一郎著）
- 九鬼嘉隆 仕於信長・秀吉的水軍大將（PHP研究所、志津三郎著）
- 霸王之海 海將九鬼嘉隆（角川書店、二宮隆雄著）
- 九鬼嘉隆（學研、星亮一（日语：星亮一）著）
- 九鬼水軍（創藝出版、辻尾耕平著）

## 關連項目
- 九鬼氏
- 金剛證寺－九鬼嘉隆的墓所。